# Paço de Arcos
Paço de Arcos ist eine Freguesia (Gemeinde) im Municipio (Kreis) von Oeiras mit 3,4 km² Fläche und 15.209 Einwohnern (Stand 30. Juni 2011). Daraus ergibt sich eine Bevölkerungsdichte von 4481 Einwohnern je km².

## Geschichte
Gegen Ende des 14. Jahrhunderts wurde der Palast (port.: Paço) der Stadt erbaut, mit zwei Türmen und einem verbindenden Balkon über den Arkaden (port.: Arcos), worauf sich der Name auf die Gemeinde übertrug. Einer Legende nach sah König Manuel I. vom Balkon aus zu, als die Flotte von Vasco da Gama zur Fahrt nach Indien aufbrach.
Die Gemeinde war früher für ihre Steinbrüche bekannt, die hingegen heute ein Hindernis darstellen. So wurde der Arco da Rua Augusta (Triumphbogen) in Lissabon aus Steinen dieser Werke errichtet.
Zu Beginn des letzten Jahrhunderts war Paço de Arcos noch ein kleines Dorf und diente als Passage zwischen Lissabon und Cascais. Erst mit dem Bau der Avenida Maginal erhielt die Ortschaft einen besseren Verkehrszugang. Im Laufe der 1960er-Jahre stieg die Bevölkerungszahl rasant an, und um einer Slumbildung als Vorort von Lissabon zu entgehen, wurden wirtschaftliche und soziale Maßnahmen ergriffen. Hierzu zählen unter anderem das Gewerbegebiet Quinta de Fonte, die Ton- und Fernsehstudios von Valentim de Carvalho, Hotels, ein Einkaufszentrum und die Fachhochschule für Nautik Escola Náutica Infante D. Henrique.
Der Ort wurde am 7. Dezember 1926 zur Kleinstadt (Vila) erhoben.

## Persönlichkeiten
- Der Patrão Joaquim Lopes (1798–1890), Der Meister im Retten von Leben lebte hier und rettete über viele Jahre Personen vor dem Ertrinken.[5]
- Der Kolonialadministrator, Diplomat und Politiker Januário Correia de Almeida (1829–1901) wurde hier geboren.
- Die feministische, republikanische, pazifistische und antifaschistische Aktivistin Angélica Viana Porto (1881–1938) wurde ebenfalls hier geboren.
- Auch der Architekt Manuel Tainha (1922–2012) wurde hier geboren.

## Bauwerke
- Palácio Itamaraty e anexos (auch Palácio dos Arcos)
- Fornos de Cal
- Forte de São Pedro de Paço de Arcos